# جرمی دوزیاک
جرمی دوزیاک (انگلیسی: Jeremy Dudziak؛ زادهٔ ۲۸ اوت ۱۹۹۵) بازیکن فوتبال اهل آلمان است.
از باشگاه‌هایی که در آن بازی کرده‌است می‌توان به باشگاه فوتبال سن پائولی و باشگاه فوتبال بروسیا دورتموند اشاره کرد.
وی همچنین در تیم‌های ملی فوتبال جوانان آلمان، جوانان آلمان، جوانان آلمان، زیر ۲۱ سال آلمان، و تونس بازی کرده‌است.